# Llista de topònims de Masdenverge
Llista de topònims (noms propis de lloc) del municipi de Masdenverge, al Montsià
Informació actualitzada per un bot. Els canvis manuals es perdran quan s'actualitzi!

## masia
| imatge | Nom             | Ubicat a    | instància de | Detalls                                  | coordenades                                                                             | Protecció                                  | Commons (més fotos) | Dades a WD                    |
| ------ | --------------- | ----------- | ------------ | ---------------------------------------- | --------------------------------------------------------------------------------------- | ------------------------------------------ | ------------------- | ----------------------------- |
|        | Casa de Llupeta | Masdenverge | masia        |                                          | 40° 42′ 46″ N, 0° 30′ 37″ E / 40.712803439932°N,0.510167574937603°E                     |                                            |                     | Modifica les dades a Wikidata |
|        | Mas Martí       | Masdenverge | masia        |                                          | 40° 42′ 01″ N, 0° 30′ 18″ E / 40.7002420686559°N,0.504931059666866°E                    |                                            |                     | Modifica les dades a Wikidata |
|        | Mas d'en Nel·lo | Masdenverge | masia        |                                          | 40° 41′ 16″ N, 0° 31′ 56″ E / 40.6878734503367°N,0.532088077896085°E                    |                                            |                     | Modifica les dades a Wikidata |
|        | Mas d'en Torres | Masdenverge | masia        |                                          | 40° 41′ 21″ N, 0° 31′ 11″ E / 40.689063494844°N,0.51961694622752°E                      |                                            |                     | Modifica les dades a Wikidata |
|        | Mas de Sant Pau | Masdenverge | masia        | Estil: arquitectura popular 16th century | 40° 43′ 45″ N, 0° 32′ 24″ E / 40.7291°N,0.539909°E ca:Camí Barranc de la Galera 33 msnm | bé integrant del patrimoni cultural català |                     | Modifica les dades a Wikidata |
|        | Mas de Tallada  | Masdenverge | masia        |                                          | 40° 44′ 40″ N, 0° 32′ 37″ E / 40.744521620262°N,0.54361106976737°E                      |                                            |                     | Modifica les dades a Wikidata |
|        | Mas de la Creu  | Masdenverge | masia        |                                          | 40° 43′ 54″ N, 0° 32′ 01″ E / 40.7318°N,0.533711°E 21 msnm                              |                                            |                     | Modifica les dades a Wikidata |
|        | Masia Peroses   | Masdenverge | masia        |                                          | 40° 42′ 51″ N, 0° 30′ 44″ E / 40.7141983754187°N,0.512199015420296°E                    |                                            |                     | Modifica les dades a Wikidata |
|        | Molí de Soquet  | Masdenverge | masia        |                                          | 40° 43′ 02″ N, 0° 32′ 13″ E / 40.7171234210247°N,0.536855679990707°E                    |                                            |                     | Modifica les dades a Wikidata |

## Misc
| imatge | Nom                                             | Ubicat a                                                       | instància de                                   | Detalls                     | coordenades                                                                                               | Protecció                                  | Commons (més fotos)                  | Dades a WD                    |
| ------ | ----------------------------------------------- | -------------------------------------------------------------- | ---------------------------------------------- | --------------------------- | --- | ------------------------------------------ | ------------------------------------ | ----------------------------- |
|        | Masdenverge                                     | Masdenverge                                                    | entitat singular de població capital municipal | 1149 hab                    | 40° 43′ 01″ N, 0° 31′ 42″ E / 40.71708°N,0.52834°E 51 msnm                                                |                                            |                                      | Modifica les dades a Wikidata |
|        | Molí de Rosquilles                              | Masdenverge                                                    | casa                                           | Estil: arquitectura popular | 40° 42′ 57″ N, 0° 31′ 50″ E / 40.715869°N,0.530547°E ca:Catalunya, 6                                      | bé integrant del patrimoni cultural català |                                      | Modifica les dades a Wikidata |
|        | Pou (Masdenverge)                               | Masdenverge                                                    | pou                                            | Estil: arquitectura popular | 40° 43′ 04″ N, 0° 31′ 48″ E / 40.71777°N,0.530101°E ca:Carrer del Pou                                     | bé integrant del patrimoni cultural català |                                      | Modifica les dades a Wikidata |
|        | barranc de la Galera                            | Roquetes Mas de Barberans la Galera Godall Masdenverge Tortosa | curs d'aigua                                   | Desemboca: Ebre             | 40° 46′ 20″ N, 0° 17′ 18″ E / 40.772219°N,0.288423°E 40° 45′ 17″ N, 0° 32′ 41″ E / 40.754681°N,0.544711°E |                                            |                                      | Modifica les dades a Wikidata |
|        | casa consistorial de Masdenverge                | Masdenverge                                                    | casa consistorial                              |                             | 40° 42′ 56″ N, 0° 31′ 52″ E / 40.7154819°N,0.5310649°E                                                    |                                            |                                      | Modifica les dades a Wikidata |
|        | església parroquial de la Mare de Déu del Roser | Masdenverge                                                    | església                                       | Estil: noucentisme          | 40° 42′ 55″ N, 0° 31′ 51″ E / 40.715203°N,0.530858°E                                                      | bé cultural d'interès local                | Mare de Déu del Roser de Masdenverge | Modifica les dades a Wikidata |
|        | la Muntanya                                     | Masdenverge                                                    | muntanya                                       |                             | 40° 44′ 19″ N, 0° 32′ 48″ E / 40.7386°N,0.546528°E 65.5 msnm                                              |                                            |                                      | Modifica les dades a Wikidata |
|        | serreta de Freginals                            | Freginals Masdenverge                                          | serra                                          | Llarg: 1.8km                | 40° 40′ 48″ N, 0° 31′ 14″ E / 40.67991111°N,0.52048611°E 191 msnm                                         |                                            |                                      | Modifica les dades a Wikidata |